# Ваге, Молла
Молла́ Ваге́ (фр. Molla Wagué; 21 февраля 1991, Вернон, Франция) — французский и малийский футболист, защитник.

## Клубная карьера

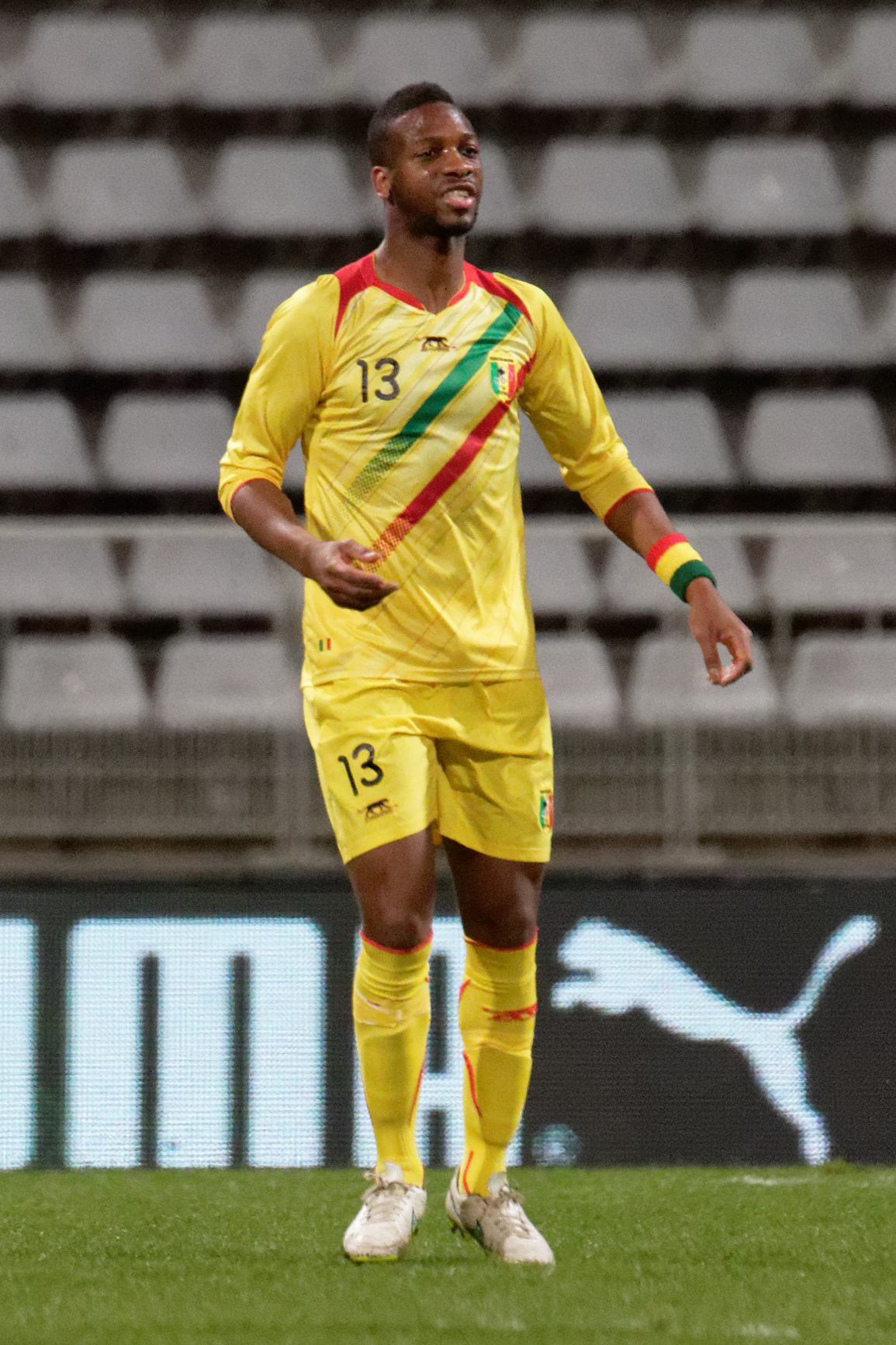
Ваге в составе сборной Мали

Молла — воспитанник клуба «Кан». 6 ноября 2011 года в матче против «Дижона» он дебютировал в Лиге 1. 19 ноября в поединке против «Аяччо» Ваге забил свой первый гол за «Кан». По итогам сезона команда вылетела в Лигу 2, где на протяжении следующих двух лет выступал Молла. Постепенно он завоевал место в основе и стал одним из лидеров обороны клуба.
Летом 2014 года Ваге перешёл в испанскую «Гранаду» и сразу же был отдан новым клубом в итальянский «Удинезе». 21 декабря в матче против «Сампдории» он дебютировал в Серии А. 8 марта 2015 года в поединке против «Торино» Молла забил свой первый гол за «Удинезе».
В начале 2017 года Ваге на правах аренды перешёл в английский «Лестер Сити». 18 февраля в матче Кубка Англии против «Миллоулла» он дебютировал в составе «лис». На 70-й минуте Молла получил травму, которая оставила его вне игры до конца сезона. В течение всего оставшегося сезона Молла проходил курс реабилитации, «Лестер» принял решение, отказаться от игрока по окончании сезона. Ваге сыграл единственный матч в составе «лис» за время аренды.
Летом 2017 года Молла присоединился к «Удинезе», но для получения игровой практики был отдан в «Уотфорд». В матче против «Суонси Сити» он дебютировал в английской Премьер-лиге. 26 декабря в поединке против своего бывшего клуба «Лестер Сити» Ваге забил свой первый гол за «Уотфорд».
31 января 2019 года Молла перешел в аренду в клуб «Ноттингем Форест», забил в первом матче гол в ворота «Брентфорда».
17 июля 2019 года перешёл во французский «Нант». Контракт рассчитан на 3 года.

## Международная карьера
В 2013 году Ваге попал в заявку на Кубок Африки в ЮАР. На турнире он появился на поле в поединках против команд Нигера, Демократической Республики Конго, ЮАР и Нигерии. По итогам соревнований Молла стал обладателем бронзовой медали.
В начале 2015 года он во второй раз отправился на Кубок Африки в Экваториальную Гвинею. На турнире Ваге принял участие в поединках против команд Камеруна, Кот-д’Ивуара и Гвинеи.
25 марта того же года в товарищеском матче против сборной Габона Молла сделал дубль, забив свои первые голы за национальную команду.
В начале 2017 года в Ваге третий раз принял участие в Кубке Африки в Габоне. На турнире он сыграл в матчах против команд Египта, Ганы и Уганды.

### Голы за сборную Мали
| # | Дата           | Место                                   | Противник             | Счёт | Результат | Соревнование                   |
| - | -------------- | --------------------------------------- | --------------------- | ---- | --------- | ------------------------------ |
| 1 | 25 марта 2015  | Пьер Бриссон, Бове, Франция             | Габон                 | 1:0  | 3:4       | Товарищеский матч              |
| 2 | 25 марта 2015  | Пьер Бриссон, Бове, Франция             | Габон                 | 2:1  | 3:4       | Товарищеский матч              |
| 3 | 9 октября 2015 | Стад де л’Об, Труа, Франция             | Буркина-Фасо          | 4:1  | 4:1       | Товарищеский матч              |
| 4 | 28 марта 2016  | Маламбо, Маламбо, Экваториальная Гвинея | Экваториальная Гвинея | 0:1  | 0:1       | Кубок Африки 2017 квалификация |

## Достижения
Международные
 Мали
- Кубка африканских наций — 2013 — 3-е место